# Missa solemnis (Bruckner)
Die Missa solemnis, WAB 29, ist eine feierliche Messe, die Anton Bruckner 1854 für die Inthronisation von Friedrich Gottlieb Mayer als Abt des Stiftes Sankt Florian am 14. September 1854 komponierte.

## Entstehung und Stellung im Gesamtwerk
Bruckner komponierte diese Missa solemnis 1854 für die Inthronisation von Friedrich Mayer als Abt des Stiftes Sankt Florian. Die feierliche Messe wurde während der Amtseinführung von Friedrich Mayer am 14. September 1854 aufgeführt.
Robert Führer, der die Partitur gesehen hatte, schlug Bruckner vor, sie Simon Sechter zu zeigen. Nachdem Sechter die Partitur gesehen hatte, akzeptierte er Bruckner als Schüler. Mit der möglichen Ausnahme von Psalm 146, WAB 37, war die Missa solemnis, WAB 29, das letzte große Werk, das Bruckner komponierte, bevor er sein Studium bei Sechter abschloss. Sechter erlaubte seinen Schülern nicht frei zu komponieren, während sie bei ihm studierten.
Eine zweite Aufführung der „Missa solemnis“ fand zwei Jahre nach Bruckners Tod am 4. Mai 1898 (Florianitag) im Stift St. Florian unter der Leitung von Regens Chori Bernhard Deubler statt. Am 29. März 1921 wurde die „Missa solemnis“ von August Göllerich im Rahmen des siebten Konzerts der Linzer Bruckner-Stiftung erneut aufgeführt.

## Besetzung und Satzfolge
Bruckner komponierte die Missa solemnis als Vertonung des Ordinariums für Gesangssolisten (Sopran, Alt, Tenor und Bass), gemischtem Chor, Orchester (2 Oboen, 2 Fagotte, 2 Hörner, 2 Trompeten, Alt-, Tenor- und Bass-Posaunen, Pauken, Streicher) und Orgel.
Wie bei der Messe Nr. 1 und der Messe Nr. 2 ist auch hier der Anfangssatz von „Gloria“ und „Credo“ nicht auskomponiert worden. In der Tradition der während des Gottesdienstes gesungenen Messe wurde dieser erste Satz vom Zelebranten in einem gregorianischen Modus intoniert, und diese Gepflogenheit ist vom Komponisten so mitbedacht worden – und deshalb muss er auch in einer konzertanten Aufführung der Messe erklingen. Im Gegensatz zu Bruckners früheren Messen enthalten das „Gloria“ und das „Credo“ der Missa solemnis den vollständigen Text, der normalerweise mit diesen Teilen der Messe verbunden ist.
Die Komposition enthält sechs Hauptteile:
1. Kyrie - Andante, b-Moll
2. Gloria
  1. „Et in terra pax ...“ - Allegro, g-Moll abbiegend nach B-Dur
  2. „Qui tollis peccata mundi ...“ -  Andante, g-Moll – Basssolist mit Solo-Oboe und Chor
  3. „Quoniam tu solus sanctus ...“ – Allegro, B-Dur
3. Credo
  1. „Patrem omnipotentem ...“ – Allegro moderato, B-Dur
  2. „Et incarnatus est ...“ – Adagio, F-Dur
  3. „Et ressurrexit tertia die ...“ – Allegro, Moderato, B-Dur
  4. „Et vitam venturi saeculi ...“ – Allegro moderato, B-Dur
4. Sanctus – Moderato, B-Dur
5. Benedictus – Moderato, Es-Dur
6. Agnus Dei
  1. „Agnus Dei ...“ – Adagio, B-Dur
  2. „Dona nobis pacem ...“ – Allegro, B-Dur

Gesamtdauer: circa 31 Minuten.

## Kompositionsmerkmale
„Bruckners Missa Solemnis ist eine musikalische Zusammenfassung der ersten dreißig Jahre seines Lebens.“ Stilistisch zeigt die Messe, in Anlehnung an Beethovens Orchestermessen, Bruckners Konfrontation mit der Tradition. Trotz vieler schöner Details verleihen vielfältige Einflüsse dem Werk eine gewisse Heterogenität, in der sich Johann Sebastian Bachs Technik der Fuge mit Elementen der Wiener Klassik und der frühen Romantik (Franz Schubert) vereinigen.
Das „Quoniam“ ist ein Zitat aus Joseph Haydns Heiligmesse. Wie in Bruckners späteren großen Messen geht der Vertonung der Worte „Et resurrexit“ die „altmodische rhetorische Geste“ einer „aufsteigenden chromatischen Figur in stile agitato“ voraus, die das Zittern der Erde darstellt. Diese aufsteigende chromatische Figur wird vor dem „Et expecto resurrectionem mortuorum“ wiederholt. Mehrere Passagen der Missa solemnis, insbesondere das „Qui tollis“ des Gloria und der zentrale Teil des Credo, nehmen Bruckners nächste Messe Nr. 1 vorweg. Sowohl das „Gloria“ als auch das „Credo“ schließen mit einer Fuge.
Robert Simpson findet „nichts Mittelmäßiges oder Vorläufiges an diesem starken und klaren Werk ... Die Musik ist oft von ausgezeichneter Qualität ... Die Arbeit ist zwar nicht perfekt, aber bewundernswert.“

## Ausgaben
Die Ausgabe von Robert Haas für die Gesamtausgabe basierte auf dem Exemplar, das Mayer übergeben wurde. In den 1930er Jahren änderte Ferdinand Habel den Text von Takt 28–38 des „Kyrie“ und den Takten 57–58 des „Gloria“, um das Werk brauchbarer für die Eucharistiefeier zu machen.
Leopold Nowak lehnte diese Änderungen in seiner Ausgabe ab, die auch Phrasierungszeichen in einigen Violine-Stimmen einführte, die Haas nicht zur Verfügung standen.
Am 25. Juni 2017 wurde eine von Cohrs für die Anton Bruckner Urtext Gesamtausgabe angefertigte Neuausgabe der Partitur von Łukasz Borowicz mit dem RIAS Kammerchor und der Akademie für Alte Musik Berlin uraufgeführt.

## Diskografie
Es gibt fünf kommerzielle Aufnahmen des Werkes. Die drei früheren Einspielungen folgen der Haas-Ausgabe mit Habels Textbearbeitungen. Rickenbacker folgt der Nowak-Ausgabe.
Laut Hans Roelofs ist Hausmanns Aufnahme (1983) eine bemerkenswerte Leistung für einen nicht-professionellen Chor. Rickenbacher liefert ein Konzert mit ausgezeichnetem Klang, Jürgens scheint sich immer der Tatsache bewusst zu sein, dass er eine Messe aufführt, bei der Lobgesang und Demut sich gegenseitig ergänzen. Beide stehen auf hohem musikalischem Niveau.
Die neue CD von Borowicz ist sehr willkommen. Die Aufführung der „Missa solemnis“ – auf hohem Niveau – basiert auf der neuen Urtextausgabe von Benjamin Gunnar Cohrs. Darüber hinaus wurde versucht, das musikalische Programm der Einweihungsmesse für Prälat Friedrich Theophil Mayer, die am 14. September 1854 in St. Florian stattfand, teilweise zu rekonstruieren.
- Hubert Günther: „Bruckner - Missa Solemnis in B“, Rheinische Singgemeinschaft und Flämisches Rundfunkorchester – LP: Granat G 40 170, ca. 1980
- Elmar Hausmann: Anton Bruckner – Missa solemnis in B, Motetten, Chorgemeinschaft und Orchester an der Basilika St. Aposteln Köln – ̈LP: Aulos AUL 53569, 1983
- Jürgen Jürgens: Anton Bruckner – Musik der St. Florianer Zeit, Monteverdi-Chor Hamburg und Israel Chamber Orchestra – LP: Jerusalem Records ATD 8503, 1984 (Bruckner Archive Production). Übertragen auf CD BSVD-0109, 2011
- Karl Anton Rickenbacher: Bruckner - Missa Solemnis, Psalm 112 und Psalm 150, Chor der Bamberger Symphoniker und Bamberger Symphoniker – CD: Virgin Classics VC 7 91481, 1990
- Łukasz Borowicz, RIAS Kammerchor, Akademie für Alte Musik Berlin, Raphael Alpermann (Orgel): Anton Bruckner – Missa solemnis – CD: Accentus ACC 30429, 2017 (Cohrs-Ausgabe, 2017)